# Paul London e Brian Kendrick
Paul London e Brian Kendrick é uma dupla (tag team) de wrestling profissional mais conhecida pelo tempo que lutou na World Wrestling Entertainment (WWE). A dupla nunca teve um nome oficial, sendo chamada apenas de "a dupla de London e Kendrick." Em 2006, London e Kendrick colocaram o nome "The Hooliganz" ("Os Baderneiros") em suas roupas para convencer a diretoria da WWE a lhes dar esse nome, mas não obtiveram sucesso.
Eles começaram a lutar juntos em 2003, na WWE, mas Kendrick abandonou a companhia pouco tempo depois. Ele retornou, no entanto, na metade de 2005, se reunindo com London. Em maio de 2006, os dois se tornaram Campeões de Duplas da WWE ao derrotar MNM; sendo o primeiro título de Kendrick e o terceiro de London. O reinado da dupla é o mais longo desde a criação do título em 2002. O mesmo reinado foi o quarto mais longo de duplas, durando até abril de 2007, quando perderam os títulos para Deuce 'n Domino.
Mais tarde, ainda em 2007, London e Kendrick foram transferidos do programa SmackDown para o Raw, onde foram Campeões Mundiais de Duplas. Eles continuariam lutando juntos até Kendrick ser transferido de volta para o SmackDown em 2008. Os dois só se reuniram em 2010, na Pro Wrestling Guerrilla.

## História
Antes de lutar em dupla na World Wrestling Entertainment (WWE), no programa SmackDown!, ambos Paul London e Brian "Spanky" Kendrick eram estudantes da Texas Wrestling Academy de Shawn Michaels, sob a tutela de Rudy Boy Gonzalez. De lá, foram para o Ring of Honor, onde ocasionalmente competiam um contra o outro.

### SmackDown! (2002–2007)
No final de 2002, Kendrick foi contratado pela WWE, e, em julho de 2003, London seguiu o mesmo caminho. Juntos na WWE e no programa SmackDown!, London e Kendrick se tornaram uma dupla, lutando no programa Velocity até Kendrick deixar a companhia em fevereiro de 2004.
Kendrick retornou na metade de 2005, usando seu nome real, e, em setembro do mesmo ano, reformou sua dupla com London. Eles passaram a competir usando coletes e máscaras teatrais. Eles logo passaram a participar de lutas envolvendo os Campeões de Duplas da WWE, recebendo uma luta contra MNM (Johnny Nitro e Joey Mercury) em 10 de fevereiro de 2006, no SmackDown!, mas foram derrotados pelos campeões. No SmackDown! de 7 de abril e 2006, London e Kendrick enfrentaram MNM novamente, dessa vez os derrotando. London e Kendrick começaram um recorde de vitórias contra os campeões, tendo vitórias individuais contra Nitro e Mercury, o que os levou a uma luta pelos títulos no Judgment Day, onde London e Kendrick se tornaram, pela primeira vez, Campeões de Duplas da WWE juntos (era, também, o segundo reinado de London).

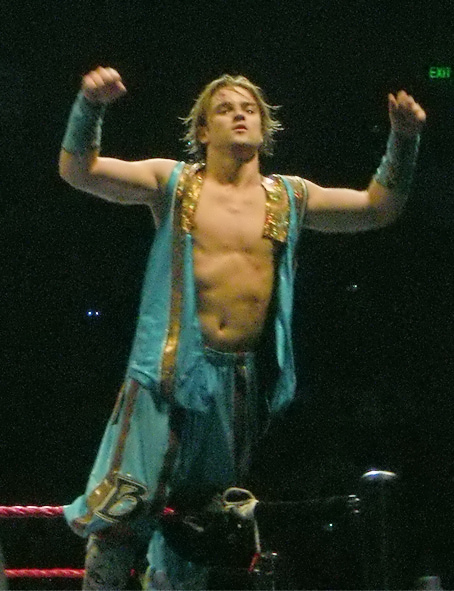
Kendrick durante sua entrada

A primeira grande competição pelos títulos veio sob a forma de K. C. James e Idol Stevens,  que derrotaram London e Kendrick no início de agosto. Durante a rivalidade, a WWE Diva Ashley Massaro passou a acompanhar a dupla ao ringue, agindo como a valet dos dois, combatendo a valet de Stevens e James,  Michelle McCool.
Em 14 de outubro de 2006, eles se tornaram recordistas, com o mais longo reinado com o WWE Tag Team Champions, ultrapassando o reinado de 145 dias da MNM. A dupla começou a ser derrotada pelos William Regal e Dave Taylor, com Regal derrotando ambos London e Kendrick em lutas individuais, e perdendo uma luta de duplas para os dois ingleses no SmackDown! em 8 de dezembro.
Uma luta entre os dois times pelos títulos, que aconteceria no Armageddon, foi mudada durante o evento, se tornando uma  ladder match, também envolvendo The Hardys (Matt e Jeff) e MNM. London e Kendrick venceram a luta, retendo os títulos. Os dois também derrotaram Regal e Taylor em uma revanche pelos títulos duas semanas mais tarde. No SmackDown! de 16 de fevereiro, o Gerente Geral Theodore Long marcou uma uma nova ladder match entre London e Kendrick, Regal e Taylor, MNM e os Hardys pelo WWE Tag Team Championship no No Way Out, mas o website oficial da WWE anunciou que a luta havia sido mudada, se tornando os Hardys e Chris Benoit contra MNM e MVP, enquanto London e Kendrick enfrentaram a dupla de Deuce 'n Domino (Jimmy "Deuce" Reiher, Jr. e Cliff "Domino" Compton), os derrotando. Eles perderam os títulos para Deuce 'n Domino em 20 de abril de 2007, no SmackDown!. London se lesionou, o que obrigou Kendrick a enfrenter Deuce e Domino em lutas individuais. London retornou no SmackDown! de 11 de maio, derrotando Domino. London e Kendrick perderam uma luta pelos títulos também envolvendo Regal e Taylor, e em uma luta comum duas semanas depois.

### Raw (2007–2008)
London e Kendrick foram transferidos para o Raw durante o Draft Suplementar de 2007 , em 17 de junho, derrotando The World's Greatest Tag Team (Shelton Benjamin e Charlie Haas) em sua primeira luta no programa. Em 3 de setembro, no Raw, London e Kendrick derrotaram Haas e Benjamin novamente, se tornando os desafiantes de Lance Cade e Trevor Murdoch pelo World Tag Team Championship no Unforgiven, onde foram derrotados. Dois dias depois, eles derrotaram Cade e Murdoch pelos títulos em um evento não-televisionado na África do Sul. Três dias depois, em outro evento, Cade e Murdoch reconquistaram os títulos.
No final de 2007, London sofreu uma lesão no pé, se impossibilitando de competir, transformando Kendrick em um lutador individual no Raw, onde foi derrotado por Umaga e Mr. Kennedy. London retornou em 4 de fevereiro, sendo derrotado por Santino Marella e Carlito. London e Kendrick voltaram a lutar em duplas no Raw de 17 de março, sendo derrotados por Umaga e Kennedy, com Kendrick abandonando London. Os dois se reuniram no Raw de 31 de março, com o comentarista Jim Ross explicando que os dois haviam feito as pazes. Na mesma noite, eles derrotaram Cody Rhodes e Hardcore Holly. Em 14 de abril, eles foram derrotados por Carlito e Marella, que se tornaram os desafiantes pelos títulos de Rhodes e Holly. London e Kendrick competiram esporadicamente no Raw nos meses seguintes, derrotando Cade e Murdoch, se tornando os desafiantes pelos títulos de Holly e Rhodes no Raw de 26 de maio. Eles perderam a luta novamente.

### Separação e consequências
A dupla se separou em junho de 2008, quando Kendrick foi transferido para o SmackDown durante Draft Suplementar de 2008, enquanto London continuou no Raw. Kendrick estreou no SmackDown! de 18 de julho, como um vilão, derrotando Jimmy Wang Yang com a ajuda de seu novo guarda-costas Ezekiel. Kendrick foi, então, renomeado "The Brian Kendrick" ("O Brian Kendrick").
London foi usado esporadicamente nos meses seguintes, aparecendo apenas no Raw de 21 de julho, sendo derrotado por Lance Cade. London foi demitido da WWE em 7 de novembro de 2008, enquanto Kendrick, em 31 de julho do ano seguinte.

### Circuito independente (2010)
No início de 2010, a dupla se reuniu ocasionalmente no circuito independente. Em 30 de janeiro, lutaram pela Pro Wrestling Guerrilla, no evento WrestleReunion 4. Eles derrotaram os Campeões Mundiais de Duplas da PWG Generation Me (Jeremy e Max), em uma luta onde o título não estava em jogo.
Em 27 de março, London e Kendrick fizeram uma aparição na Dragon Gate USA, onde Kendrick já havia lutado individualmente. No entanto, foram derrotados por Jimmy Jacobs e Jack Evans em uma luta onde o perdedor deveria deixar a companhia. Kendrick desistiu durante a luta, sendo demitido.

## No wrestling
- Movimentos de finalização

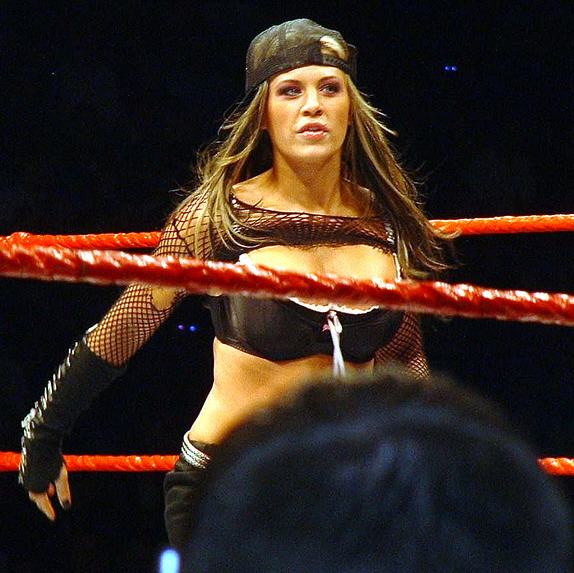
Ashley Massaro, que foi valet de London e Kendrick em 2006.

  - Combinação de Dropsault (London) / Sunset flip (Kendrick)
  - Get Well Soon (Combinação de Reverse STO (Kendrick) / Jumping enzuigiri (London))
  - Kendrick aplica um Sliced Bread #2, mas fica de joelhos ao final, permitindo London pular de suas costas e aplicar um shooting star press
  - Tower of London (Combinação de Sitout powerbomb (London) / Sliced Bread #2 (Kendrick))
- Movimentos secundários
  - Standing moonsault
  - Dropkick duplo
  - Flapjack duplo
  - Hip toss duplo
  - Japanese arm drag duplo
  - Superkick duplo
  - London aplica um hip toss em Kendrick, o atirando no oponente, lhe aplicando um front flip senton
  - London joga Kendrick, permitindo que ele aplique um dropkick em dois oponentes
- Valets
  - Ashley Massaro

## Títulos e prêmios
- Pro Wrestling Illustrated
  - PWI Dupla do Ano (2007)[66]
- World Wrestling Entertainment
  - WWE Tag Team Championship (1 vez)1[67]
  - World Tag Team Championship (1 vez)

1 ↑  London e Kendrick são recordistas no número de dias como Campeões de Duplas da WWE (331 dias) desde que os títulos foram criados em 2002, tendo o quarto reinado de duplas mais longo na história da WWE.